# Kevin Dillon
Kevin Brady Dillon (New Rochelle, 19 agosto 1965) è un attore statunitense, fratello del più noto Matt Dillon.

## Biografia
Incomincia la sua carriera verso la metà degli anni ottanta, partecipa al film di Oliver Stone Platoon a cui seguono i film Blob - Il fluido che uccide, Videokiller, Patto di guerra e Legami di famiglia. Nel 1991 torna a lavorare con Oliver Stone nel film The Doors, dove interpreta il batterista del gruppo, John Densmore. Nel 1994 prende parte al film Fuga da Absolom, inoltre partecipa alle serie tv NYPD Blue e 24. Nel 2006 ha un ruolo in Poseidon, remake de L'avventura del Poseidon, mentre nel 2009 è nel cast del film per ragazzi Hotel Bau.
Dal 2004 al 2011 ha ricoperto il ruolo di Johnny "Drama" Chase nella serie televisiva della HBO Entourage.

## Vita privata
Il 21 aprile 2006 si è sposato a Las Vegas con la modella-attrice Jane Stuart e il 17 maggio dello stesso anno la coppia ha avuto una figlia, Ava, nata a Beverly Hills. Dillon, in una intervista con un magazine statunitense, ha confessato di aver già una figlia, Amy, nata nel 1991 da una precedente relazione. Nel luglio 2016 la Stuart ha presentato una richiesta di divorzio, poi finalizzato nel novembre 2019.

## Filmografia parziale

### Cinema
- Catholic Boys (Heaven Help Us), regia di Michael Dinner (1985)
- Delta Force (The Delta Force), regia di Menahem Golan (1986) - non accreditato
- Platoon, regia di Oliver Stone (1986)
- Dear America - Lettere dal Vietnam (Dear America: Letters Home from Vietnam), regia di Bill Couturiè (1987)
- Videokiller (Remote Control), regia di Jeff Lieberman (1988)
- Blob - Il fluido che uccide (The Blob), regia di Chuck Russell (1988)
- Il salvataggio (The Rescue), regia di Ferdinand Fairfax (1988)
- Patto di guerra (War Party), regia di Franc Roddam (1988)
- Legami di famiglia (Immediate Family), regia di Jonathan Kaplan (1989)
- The Doors, regia di Oliver Stone (1991)
- Vicino alla fine (A Midnight Clear), regia di Keith Gordon (1992)
- Fuga da Absolom (No Escape), regia di Martin Campbell (1994)
- Pericolo nell'ombra (True Crime), regia di Pat Verducci (1995)
- Criminal Hearts, regia di Dave Payne (1996)
- Omicidi occasionali (Stag), regia di Gavin Wilding (1997)
- Il gene della follia (Misbegotten), regia di Mark L. Lester (1997)
- Il mistero del floppy disk (Hidden Agenda), regia di Iain Paterson (1999)
- Crimini sul fiume Hudson (Interstate 84), regia di Ross Partridge (2000)
- Out for blood - La paura dilaga (Out for Blood), regia di Richard Brandes (2004)
- Poseidon, regia di Wolfgang Petersen (2006)
- The Foursome, regia di William Dear (2006)
- Hotel Bau (Hotel for Dogs), regia di Thor Freudenthal (2009)
- Compulsion, regia di Egidio Coccimiglio (2013)
- Gli specialisti (The Throwaways), regia di Tony Bui (2015)
- Entourage, regia di Doug Ellin (2015)
- Dirt, regia di Alex Ranarivelo (2018)
- Buddy Games, regia di Josh Duhamel (2019)
- A Day to Die - Un giorno per morire (A Day to Die), regia di Wes Miller (2022)
- Frank and Penelope, regia di Sean Patrick Flanery (2022)
- Bomb Squad (Hot Seat), regia di James Cullen Bressack (2022)
- Wire Room, regia di Matt Eskandari (2022)
- On the Line, regia di Romuald Boulanger (2022)
- Reagan - Un presidente sotto i riflettori (Reagan), regia di Sean McNamara (2024)

### Televisione
- Lo spirito del grande lago (The Pathfinder), regia di Donald Shebib – film TV (1996)
- 24 – serie TV, 3 episodi (2003)
- Entourage – serie TV, 96 episodi (2004-2011)

## Doppiatori italiani
Nelle versioni in italiano delle opere in cui ha recitato, è stato doppiato da:
- Riccardo Rossi in Catholic Boys, Sospettati di omicidio
- Loris Loddi in Platoon
- Marco Mete in Blob - Il fluido che uccide
- Vittorio De Angelis in Legami di famiglia
- Oreste Baldini in The Doors
- Marco Guadagno in Vicino alla fine
- Massimo De Ambrosis in Fuga da Absolom
- Fabio Boccanera in Così è la vita
- Alessandro Quarta in 24
- Pierluigi Astore in Entourage (serie TV)
- Mauro Gravina in Poseidon
- Roberto Certomà in Hotel Bau
- Fabrizio Vidale in Come essere un gentleman
- Christian Iansante in Blue Bloods
- Riccardo Scarafoni in Entourage (film)
- Francesco Prando in Bomb Squad
- Stefano Alessandroni in Wire Room
- Andrea Beltramo in Reagan - Un presidente sotto i riflettori